# Protochauliodes cinerascens
Protochauliodes cinerascens är en insektsart som först beskrevs av Blanchard in Gay 1851.  Protochauliodes cinerascens ingår i släktet Protochauliodes och familjen Corydalidae.

## Underarter
Arten delas in i följande underarter:
- P. c. fumipennis
- P. c. cinerascens
- P. c. reedi